# 大木浩
大木 浩（おおき ひろし、1927年〈昭和2年〉6月30日 - 2015年〈平成27年〉11月13日）は、日本の政治家、外交官。全国地球温暖化防止活動推進センター代表。位階は従三位。
環境大臣（第3代）、環境庁長官（第35代）、衆議院議員（1期）、参議院議員（3期）。

## 来歴
愛知県西春日井郡西枇杷島町（現清須市）出身。愛知県立第一中学校（現愛知県立旭丘高等学校）時代は岡井隆と同級生で仲が良かった。第八高等学校を経て、旧制松本高校文科卒業後、海軍兵学校（第76期）で終戦を迎え、東京大学法学部卒業。
1952年東大卒業後、外務省に入省した。ワシントン、ベオグラード、ジュネーブでの在外公館勤務。外務省欧亜局東西通商課長、欧亜局東欧第一課長、報道課長、官房総務参事官を経て、1978年官房審議官・多角的貿易交渉担当大使、1979年在ホノルル総領事。1980年に退官。
1980年、第12回参議院議員通常選挙に自由民主党公認で愛知県選挙区から出馬し、初当選。党内では田中派に所属した。1983年、通商産業政務次官に就任。1987年、参議院商工委員長に就任。
1987年7月、経世会が結成され、田中派が竹下派（経世会）、二階堂グループ、中立系に3分裂した際は竹下派に移った。
1988年、自民党国際局長。1991年、参議院文教委員長。1992年、3期目の当選を果たす。1993年、自由民主党党副幹事長。1996年、参議院自由民主党政策審議会長。
1996年10月の第41回衆議院議員総選挙を経て、同年11月21日に村田敬次郎が自民党県連会長を辞任。その後任として、県連会長に就任。
1997年9月、第2次橋本改造内閣で環境庁長官に任命され、同年12月の京都会議（第3回気候変動枠組条約締約国会議）では、日本が議長国のため同会議長を務める。同年10月9日、自民党は、次期参院選の愛知県選挙区に、大木と元衆議院議員の浦野烋興の二人を公認することを決定。
しかし翌1998年7月12日に行われた第18回参議院議員通常選挙では、現職閣僚ながら落選。浦野と票を食い合い、両者いずれも落選の憂き目を見た。同年7月18日、敗北の責任を取り県連会長を辞任。
1999年春の叙勲で勲一等瑞宝章受章。
2000年、選挙前に突如引退を表明した久野統一郎に代わり、第42回衆議院議員総選挙に愛知県第8区から自民党公認で出馬し当選した。自民党地球環境特別委員長を経て、2002年、第1次小泉内閣で田中真紀子の外務大臣辞任に伴う同じ閣内の川口順子環境大臣の横滑りにより、空席となった環境大臣の後任に任命され、2度目の入閣を果たした。なお環境庁長官、環境大臣をいずれも務めたのは、省庁再編の際の環境庁長官であり初代環境大臣である川口順子を除けば、歴代の大臣では大木のみである。
2003年の第43回衆議院議員総選挙では民主党公認の伴野豊に敗れ落選し、政界を引退した。引退後は全国地球温暖化防止活動推進センターの代表を務めた。日本国際フォーラム政策委員。
2015年11月13日、脳梗塞のため千葉県松戸市の病院で死去。88歳没。死没日をもって従三位に叙される。

## 外務省入省同期
- 村田良平（駐独大使、駐米大使、外務事務次官）
- 岡崎久彦（駐タイ大使、駐サウジアラビア大使、外交評論家）
- 松村正義（帝京大学教授、ニューヨーク領事）